# 2006–2007-es magyar női vízilabdakupa
A 2006–2007-es magyar női vízilabdakupa, szponzorált nevén az Floriol-Magyar Kupa, a hetedik kiírás volt a versenysorozat történetében. A kupára nyolc csapat nevezett. A győzelmet a Bp. Honvéd szerezte meg. 

## Eredmények

### Negyeddöntő
szeptember 30., október 1.
| 1. csapat             | Össz. | 2. csapat   | 1. mérk. | 2. mérk. |
| --------------------- | ----- | ----------- | -------- | -------- |
| BVSC                  | 29–19 | Győri VSE   | 11–6     | 18–13    |
| Bp. Honvéd            | 34–6  | ASI-ELTE    | 15–2     | 19–4     |
| Dunaújvárosi Főiskola | 25–14 | Szentesi VK | 15–7     | 10–7     |
| Egri VK               | 13–37 | Újpest-OSC  | 5–22     | 8–15     |

### Elődöntő
október 13., Debrecen
| 1. csapat             | Eredmény | 2. csapat  |
| --------------------- | -------- | ---------- |
| Újpest-OSC            | 17–7     | BVSC       |
| Dunaújvárosi Főiskola | 4–5      | Bp. Honvéd |

### Döntő
| 2006. október 15. 11:00 | Bp. Honvéd                                                                              | 19–10 | Újpest-OSC                                              | Debreceni Sportuszoda Nézőszám: 700 Játékvezetők: Németh A. Fekete B. |
| 2006. október 15. 11:00 | (6–4, 4–1, 7–4, 2–1)                                                                    |       |                                                         | Debreceni Sportuszoda Nézőszám: 700 Játékvezetők: Németh A. Fekete B. |
| 2006. október 15. 11:00 | Györe A. 4 Valkai Á. 3 Tomaskovics 3 Takács 3 Tóth I. 2 Kiss A. 2 Bujka V. 1 Kotsidou 1 |       | Primász 5 Ipacs 2 Zantleitner 1 Ráski 1 Menczinger K. 1 | Debreceni Sportuszoda Nézőszám: 700 Játékvezetők: Németh A. Fekete B. |

A Bp. Honvéd kupagyőztes csapatának tagjai: Béky Renáta, Bujka Viktória, Gyöngyössy Anikó, Györe Anett, Horváth Patrícia, Jancsó Patrícia, Kiss Alexandra, Kotsidou Nikoletta, Péteri Eszter, Takács Orsolya, Tomaskovics Eszter, Tóth Illdikó, Tóth Lilla, Valkai Ágnes, vezetőedző: Györe Lajos